# Heniocha bioculata
Heniocha bioculata är en fjärilsart som beskrevs av Aurivillius 1879. Heniocha bioculata ingår i släktet Heniocha och familjen påfågelsspinnare. Inga underarter finns listade i Catalogue of Life.